# غالت (خوفسگول)
شهرستان غالت (به زبان مغولی: Галт сум، [Galt sum]؛ ᠭᠠᠯᠲᠤ ᠰᠤᠮᠤ، [ɣaltu sumu]) یک شهرستان (سُوم) در مغولستان است که در استان خوفسگول واقع شده‌است.

## تقسیمات اداری
شهرستان غالت متشکل از ۵ قصبه (باغ) می‌باشد، شامل:
- جورخ (مغولی: Зүрх баг، [Zürx bag]؛ ᠵᠢᠷᠦᠬᠡ ᠪᠠᠭ، [jirüke baɣ])
- خوجیرت (مغولی: Хужирт баг، [Xužirt bag]؛ ᠬᠤᠵᠢᠷᠲᠤ ᠪᠠᠭ، [qučirtu baɣ])
- راشانت (مغولی: Рашаант баг، [Rašaant bag]؛ ᠷᠠᠰᠢᠶ᠋ᠠᠨᠲᠤ ᠪᠠᠭ، [rašiyantu baɣ])
- غالت (مغولی: Галт баг، [Galt bag]؛ ᠭᠠᠯᠲᠤ ᠪᠠᠭ، [ɣaltu baɣ])
- نوخت (مغولی: Нүхт баг، [Nüxt bag]؛ ᠨᠤᠬᠡᠲᠤ ᠪᠠᠭ، [nüketu baɣ])